# シュタインフェルト (ウンターフランケン)
シュタインフェルト (ドイツ語: Steinfeld) は、ドイツ連邦共和国バイエルン州ウンターフランケン行政管区のマイン＝シュペッサルト郡に属す町村である。行政機関は同名の首邑にある。この町は、ロール・アム・マイン行政共同体に加盟している。町域内にはハウゼンとヴァルトツェルというオルツタイル（地区）が存在する。マインフランケン方言が話されている（バイエルン州立図書館の言語地図によれば、ウンターオストフランケン語）。この地域の人はしばしば、Steefld’r Russe というニックネームで呼ばれる。

## 地理

### 位置
シュタインフェルトは、ロール・アム・マインとカールシュタットとの間のフランケン平地（マルクトハイデンフェルト平地）のブーヒェンバッハ川の水源地付近に位置している。ここは赤いブンター統とフランケンのムシェルカルクとの移行部にあたる。町域の多くの部分が現在も農業に利用されている。この他は、ヴュルツブルガー・シュペッサルトと呼ばれる森林（シュペッサルト山地の最も東の張り出し部にあたる）内の重要な森林資源を管理している。就労者の多くは周辺のロールやカールシュタット、あるいはヴュルツブルクと行った都市へ通勤している。

### 自治体の構成
この町は、3つのオルツタイル（行政上の地区）からなる。
- シュタインフェルト
- ハウゼン
- ヴァルトツェル

ゲマルクング（不動産管理上の地区区分）も、ハウゼン、シュタインフェルト、ヴァルトツェルである。

## 歴史

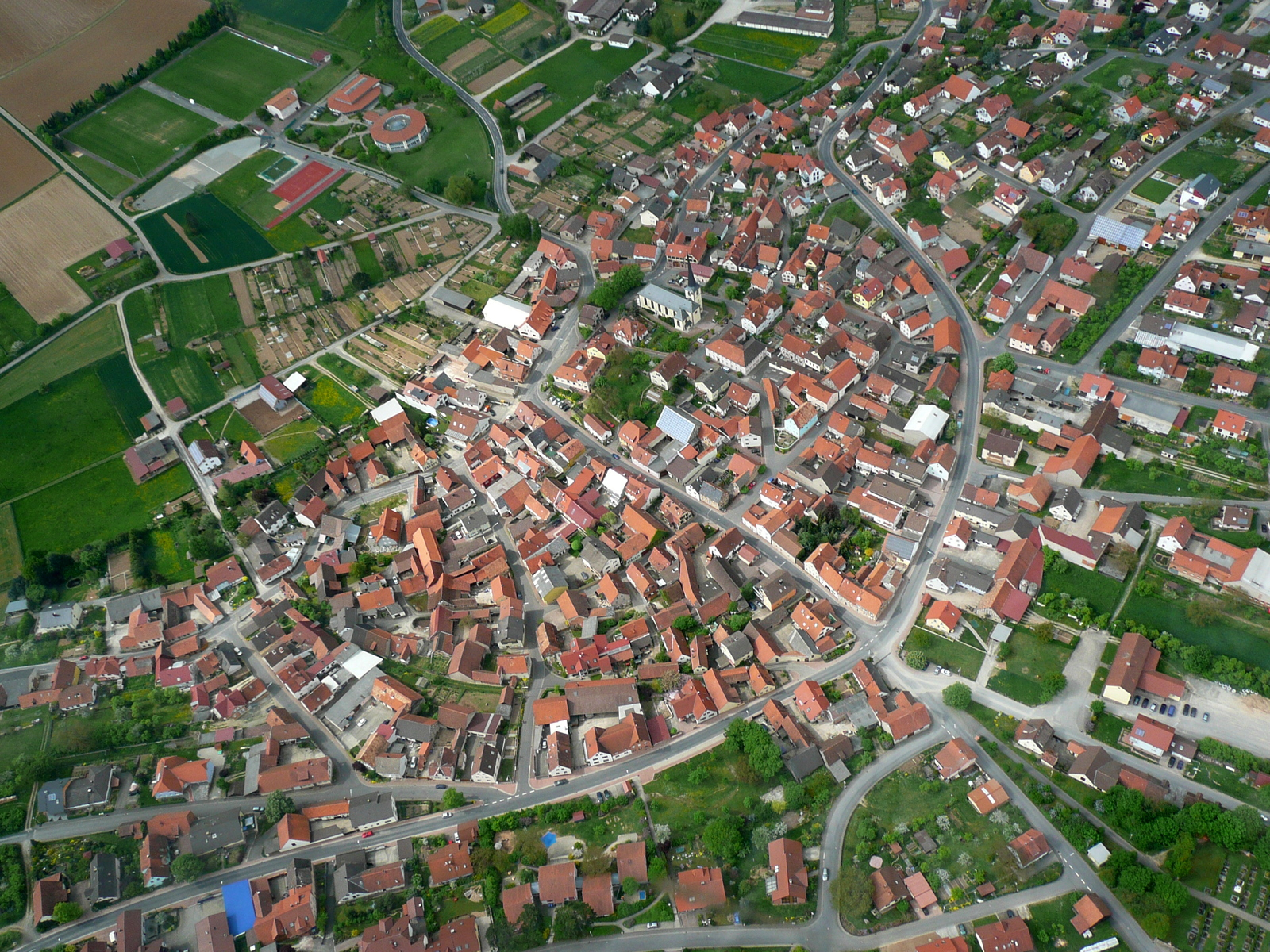
シュタインフェルトの中心部。半円形の古い町の構造が判る。

### 自治体の形成まで
コールプラッテの墳丘墓が示す通り、この町の町域では、青銅器時代にすでに定住がなされていた。シュタインフェルトは812年に最初の文献記録が遺っている。この時代の文書には、Steinvelt im Waldsassengove（ヴァルトザッセンガウのシュタインフェルト）と表記されている。部族大公の時代、この集落はフランケン公領に属した。1200年頃シュタインフェルトに独自の教区が設けられた。ノイシュタット・アム・マイン修道院が十分の一税徴税権を有した。教区教会は1336年頃にヌーヴェンシュタット修道院（ノイシュタット）に統合された。1614年に教区教会マリア被昇天教会が司教領主ユリウス・エヒターによって完成された。これを示す重要なヒントが、長堂南面の建築プレートと典型的なエヒター様式の塔である。長堂は1842年に拡張された。シュタインフェルトはヴュルツブルク司教領の一部（アムト・ローテンフェルス）として、1803年の帝国代表者会議主要決議によりレーヴェンシュタイン＝ヴェルトハイム伯領となった。両者はともに1500年からフランケン帝国クライスに属していた。1806年にバーデンのメディアトアムトとなり、1819年にオーストリアに割譲され、さらにバイエルンに移譲された。その際に1818年のバイエルンの自治体令に従って、現在の自治体が形成された。

### 各地区の歴史
この町には現在、2つの地区ハウゼン（1972年から）とヴァルトツェル（1978年から）がある。ハウゼンは800年頃に初めて文献に記録された。ハウゼンには、1192年からヴィーゼンフェルト教区の支教会があった。農民指導者カスパー・ライザーはハウゼン出身であった。彼は、カールシュタットの2人の蜂起した農民とともに、1525年6月に斬首された。1817年、聖キリアクス教会が（おそらくそれまで礼拝堂があった場所に）完成し、1879年に教会塔が増築された。ヴァルトツェル（かつては、Cella / Zell）も、おそらく9世紀にノイシュタット修道院の分所として建設された。この集落は歴史上聖ゲルトラウトと関連がある。この地のゲルトラウデン礼拝堂は、同名の水源の上に建設された（1616年ユリウス・エヒターにより建造、1849年に拡張された）。現在の聖フィトゥス教会の建設は、1612年のユリウス・エヒターの指示によるものであった。かつての修道院（1707年建造）の一部は現在も保存されている。

### 町村合併
1972年7月1日にそれまで独立した町村であったハウゼンが合併した。ヴァルトツェルは1978年5月1日にこれに加わった。

## 住民

### 人口推移
1988年から2018年までの間に人口は、2097人から2120人にまで、23人、約 1.1 % 増加した。
- 1961年: 1855 人[10]
- 1970年: 1991 人[10]
- 1987年: 2060 人
- 1991年: 2195 人
- 1995年: 2278 人
- 2000年: 2277 人
- 2005年: 2296 人
- 2010年: 2184 人
- 2015年: 2187 人
- 2016年: 2154 人

## 行政

### 首長
ギュンター・コーザーが2014年5月1日から町長を務めている。彼は2020年3月15日の選挙で 95.0 % の支持票を集めて再選された。

### 議会
この町の町議会は14議席からなる。

### 紋章
図柄: 緑地。黒字のアンシャル体の大文字 N の上に黒い小さな十字架が描かれた小楯があり、そこから銀色の光背を背負った聖ゼバスティアンが現れている。その右手に下向きに斜め十字に組み合わされた2本の銀の矢を持っている。右上（向かって左上）には、赤字に3本の銀の三角図形が描かれた小楯。左上（向かって右上）には、金地に赤い斜め帯が描かれた小楯。
この紋章は1982年から使用されている。

### 姉妹自治体
- ショヴィニェ（フランス語版、英語版）（フランス、イル＝エ＝ヴィレーヌ県）1992年[14]

この姉妹自治体関係は、2年ごとの訪問により維持されており、その関係を通じてドイツ - フランス間の緊密な友好関係確立に貢献している。

## 文化と見所
- 教会の丘の麓に建つ1889年建造の共同の「ヴァシュケラー」（通りから見ることができる）

## 経済と社会資本

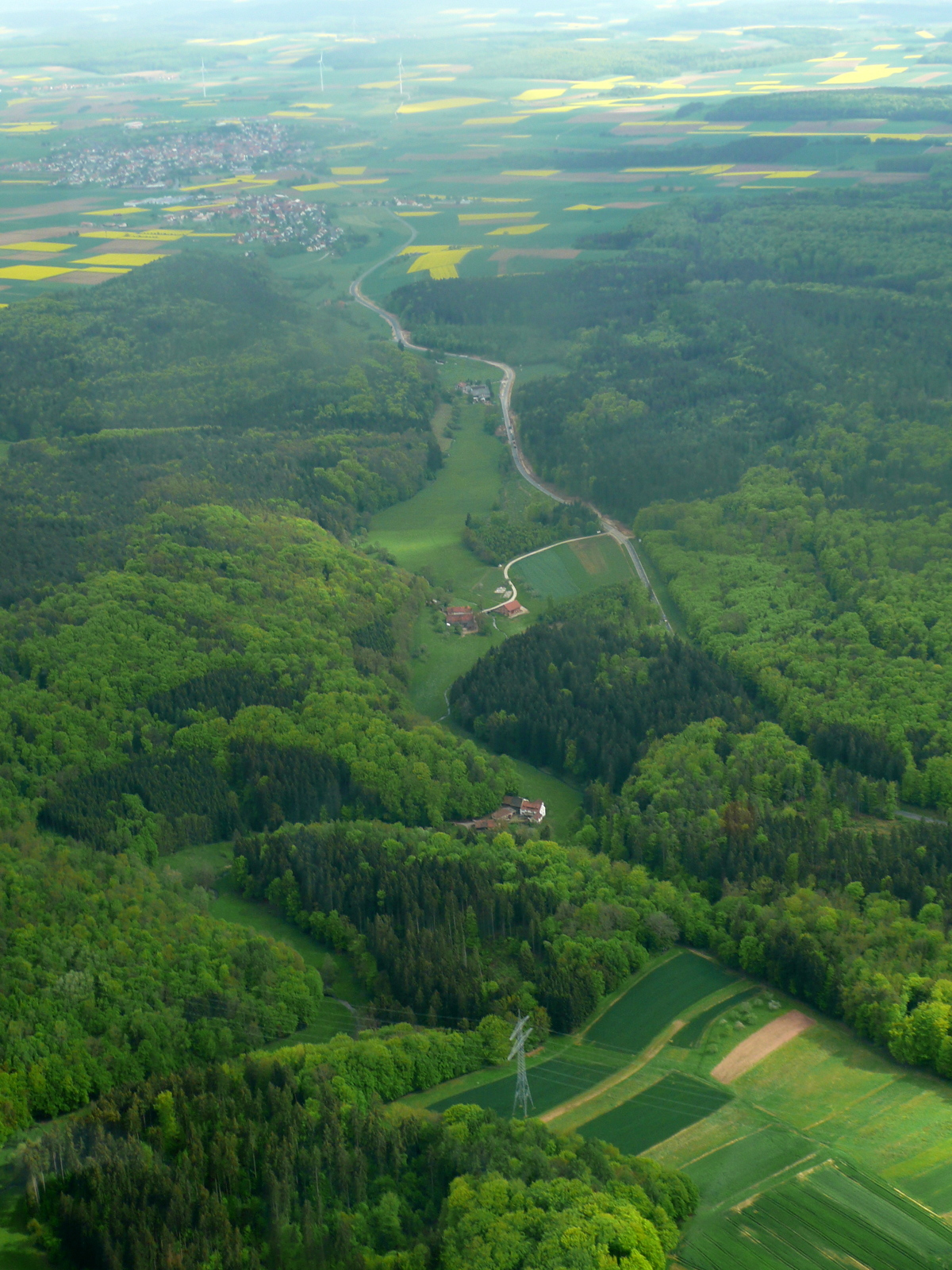
町の西部に広がる森

### 経済構造
公式統計によれば、2018年時点で、この町の製造業者で働く社会保険支払い義務のある就労者は317人で、このうち製造業に従事する者が 197人、商業・交通業に従事する者が76人であった。この町に住む社会保険支払い義務のある就労者は合計992人であった。さらに2016年時点で、50軒の農家があり、1,901 ha の農業用地があった。そのうち 1,697 ha が耕作地、189 ha が牧草地などの緑地であった。2018年12月31日現在、町には 1,259 ha の森林があり、林業事業者が管理している。

### 教育
以下の教育機関がある。
- 幼稚園: 2園。定員108人に対して園児数は82人（2019年現在）[19][20]
- 基礎課程学校: 教員数4人、児童数67人[21][22]

## 関連図書
- Karl Josef Barthels (1956–1959). Steinfeld bei Lohr am Main: Beiträge zu einer Chronik. Lohr am Main: C. Keller（全3巻）
- Karl Josef Barthels (1954). Kleine Chronik von Mariabuchen. Lohr am Main: C. Keller
- Josef Schott (1964). Der Landkreis Lohr und seine Gemeinden. Lohr am Main: C. Keller. pp. 111–119